# يامبليخوس
يامبليخوس (بالإغريقية: Ἰάμβλιχος) ‏(245م-325م) هو فيلسوف عربي من ولاية سوريا الرومانية عاش في الإمبراطورية الرومانية من رواد الأفلاطونية المحدثة، عرف أيضاً بيامبليخوس الخلقيسي أوالقنسريني حيث مدينة خلقيس اليوم هي قنسرين (Iamblichus Chalcidensis) أو يامبليخوس الأفامي بسبب سكناه في أفاميا ونشاطه الثقافي فيها، كان يامبليخوس فيلسوفاً ورياضياً عربياً من سوريا ومن المؤسسين لمذهب الأفلاطونية المحدثة، كما أنه كاتب ترجمة فيثاغورس.

## حياة يمبليخوس
ولد يامبليخوس في مدينة قنسرين الواقعة في شمال سوريا إلى الشرق من نهر العاصي، حيث كان سليل عائلة ملكية ثرية، ومن المرجح أن يكون متصلاً بنسبه مع الأسرة الملكية الحمصية العربية آل شميس غرام التي تنتسب إليها الإمبراطورة جوليا دومنا، رفض يامبليخوس أن يحمل إسماً يونانياً وحافظ على اسمه الأصيل، تتلمذ على يد أنطوليوس اللاذقي ومن ثم انتقل ليكمل تعليمه على يد فرفوريوس الصوري الذي كان تلميذاً لأفلوطين والمؤسس للأفلاطونية المحدثة، وقد نشب خلاف فكري بين يامبليخوس وفرفوريوس الصوري حول ممارسة الثيورجيا (السيمياء أو السحر أو الشعوذة، وهي مجموعة من الطقوس كانت تستخدم لاستحضار الفعل الإلهي)، حيث جمع يامبليخوس آرائه وانتقاداته في دراسة حملت عنوان (الأسرار المصرية) رداً على فرفوريوس الصوري. وفي العام 304م عاد إلى سوريا ليؤسس مدرسته الخاصة في مدينة أفاميا التي عُرفت بازدهار الفلسفة الأفلاطونية المحدثة فيها، وفي هذه الأثناء قام بتأسيس منهجٍ لدراسة أفلاطون وأرسطو، كما أدلى بتعليقاته حول الفيلسوفين والتي لم ينجُ منها إلا مقتطفات قليلة.
كما قام بكتابة مجموعة العقائد الفيثاغورثية، وهي عشرة كتب تضم مجموعة من الاقتباسات لفلاسفة قدماء، لم ينجُ منها إلى الأجزاء الأربعة الأولى وقسم من الجزء الخامس.
قيل بأن يامبليخوس كان رجلاً عظيم الثقافة والتعليم، وقد عُرف عنه الميل إلى عمل الخير والإيثار ونكران الذات. روى عنه إيونابيوس بأن العديد من الطلاب المتخرجين كانوا يجتمعون حوله للإصغاء لما لديه من أحاديث ومنهم إيديسيوس وثيودوروس، فأحاديثه كانت جذابة لدرجة كانت تدفع الطلاب للالتصاق به لساعات طويلة ما كان يحرمه غالباً من أن يحظى بشيء من الراحة والسلام، كما روى إيونابيوس عن ممارسته للطقوس الدينية.
وقد ذكر في سيرة حياته انه كان ضد تعذيب الحيوانات وعدم قتلها لغاية أكلها ودعا إلى رعاية الحيوانات ومعالجتها وقد عاش مثالاً على مبادئه فكان نباتياً وعلم الناس انه من الخطأ الاعتداء على حياتها وتخريب مواطنها وبيئتها الطبيية
كما كان ضد مبدأ التضحية بالحيوانات من أجل الآلهة ورفض المشروبات الكحولية بالانبيذ
وقد ذهب ابعد من ذلك حين طلب من السياسيين ان يكونوا نباتيين ليكونوا قدوة لباقي الناس في العدل وعدم التسبب بالأذى
فكيف يمكن ان يكونوا مثال يحتذى به إذا هم انفسهم كانوا غير عادلين بحق الحيوانات.

## أفكاره وأعماله
كان يامبيلخوس الممثل الأهم للأفلاطونية المحدثة في المشرق، غير أن تأثيره لم يقتصر على المشرق، بل تجاوزها ليشمل الكثير من أرجاء العالم القديم. تعرض معظم الإنتاج الفكري ليامبليخوس للتخريب ولم ينجُ منه إلا النزر اليسير.
من أعماله:
- حول حياة فيثاغورث On the Pythagorean Life ،
- الدليل إلى الفلسفة The Exhortation to Philosophy،
- حول علم الرياضيات العام the General Science of Mathematics،
- حول علم الحساب عند نيكوماخوس On the Arithmetic of Nicomachus،
- المبادئ اللاهوتية لعلم الحساب Theological Principles of Arithmetic،
- الأسرار المصرية On the Egyptian Mysteries.

أسس يامبليخوس منهجاً جديداً للأفلاطونية المحدثة، حيث ساد هذا المنهج واستمر الفلاسفة في اتباعه لقرنين لاحقين. اقترح يامبليخوس بأن تُدرس المحاورات الأفلاطونية بترتيب واضح، كما حدد قواعد مُعرَّفة لتفاسيرها المجازية. كان يامبليخوس ينظر إلى المحاورات الأفلاطونية بصفتها إلهاماً إلهياً، حيث كان من المفترض بأن يؤثر كل واحد من هذه المحاورات في تحوّلٍ معين في روح طالب الحكمة.

## وصلات خارجية
- يامبليخوس على موقع الموسوعة البريطانية (الإنجليزية)
- يامبليخوس على موقع ميوزك برينز (الإنجليزية)

- مقالات يامبليخوس في «موسوعة آلهة أثينا». (بالإنجليزية)
- «معتقد التأليه عند يامبليخوس وآباء الكنيسة الثلاث» في مؤلف «ثياندروس» المجلد الثالث، الرقم 1، خريف 2005 (بالإنجليزية)
- هذه المقالة تتضمن نصاً من منشور أصبح الآن في الملكية العامة: ويليام ريتشي سورلي (1911). "Iamblichus, the chief representative of Syrian Neoplatonism". In Chisholm, Hugh (ed.). Encyclopædia Britannica (بالإنجليزية) (11th ed.). Cambridge University Press. (بالإنجليزية)